# A Szovjetunió címere

A Szovjetunió címere 1956 és 1991 között

A Szovjetunió címere 1923–1991 között volt használatban. Középpontjában a Föld áll, rajta keresztben aranyszínű sarló és kalapács, ami a munkások és a parasztok hatalmát jelképezi. Fölötte a Földet beragyogó vörös csillag, az elérendő célt, a kommunizmust jelképezve. Ezt közrefogja két oldalról búzakoszorú, rajta kétoldalt tekergőző vörös szalag, amely az internacionalizmust jelképezi. Alul összekapcsolódik a szalag az orosz nyelvű felirattal: „Világ proletárjai, egyesüljetek!”, ami a két oldalon tekergőző szalagon a tagköztársaságok nyelvein is szerepel.
A Szovjetunió címere volt az első a világon, mely az úgynevezett szocialista heraldika alapján készült. Később mintaként szolgált szinte valamennyi szocialista és marxista berendezkedésű ország címerének a megalkotásában.
A tagköztársaságok a címerben a következő sorrendben szerepelnek: Türkmenisztán, Tádzsikisztán, Lettország, Litvánia, Grúzia, Üzbegisztán, Ukrajna Oroszország, Fehéroroszország, Kazahsztán, Azerbajdzsán, Moldova, Kirgizisztán, Örményország és Észtország.
| Bal oldalon                                                                                                | | Jobb oldalon |
| türkménül: Әхли юртларың пролетарлары, бирлешиң! (átírásban: Ähli ýurtlaryň proletarlary, birleşiň!)       | észtül: Kõigi maade proletaarlased, ühinege!                                                                 |              |
| tádzsikul: Пролетарҳои ҳамаи мамлакатҳо, як шавед! (átírásban: Proletarhoji hamaji mamlakatho, jak şaved!) | örményül: Պրոլետարներ բոլոր երկրների, միացե՜ք (átírásban: Proletarner bolor erkrneri, miac’ek’!)             |              |
| lettül: Visu zemju proletārieši, savienojieties!                                                           | kirgizül: Бардык өлкөлөрдүн пролетарлары, бириккиле! (átírásban: Bardık ölkölördün proletarları, birikkile!) |              |
| litvánul: Visų šalių proletarai, vienykitės!                                                               | moldávul: Пролетарь дин тоатe цэриле, уници-вэ! (román átírásban: Proletari din toate țările, uniți-vă!)     |              |
| grúzul: პროლეტარებო ყველა ქვეყნისა, შეერთდით! (átírásban: P’rolet’arebo q’vela kveq’nisa, sheertdit!)      | azeriül: Бүтүн өлкәләрин пролетарлары, бирләшин! (átírásban: Bütün ölkələrin proletarları, birləşin!)        |              |
| üzbégül: Бутун дунё пролетарлари, бирлашингиз! (átírásban: Butun dunyo proletarlari, birlashingiz!)        | kazakul: Барлық елдердің пролетарлары, бірігіңдер! (átírásban: Barlyq elderdiń proletarlary, birigińder!)    |              |
| ukránul: Пролетарі всіх країн, єднайтеся! (átírásban: Proletari vszih krajin, jednajteszja!)               | beloruszul: Пралетарыі ўсіх краін, яднайцеся! (átírásban: Praletarii vszih krain jadnajceszja!)              |              |
| oroszul: Пролетарии всех стран, соединяйтесь! (átírásban: Proletarii vszeh sztran, szojegyinyajtyesz!)     | |              |

## Galéria

A Szovjetunió címere 1923 és 1931 között
A Szovjetunió címere 1931 és 1936 között
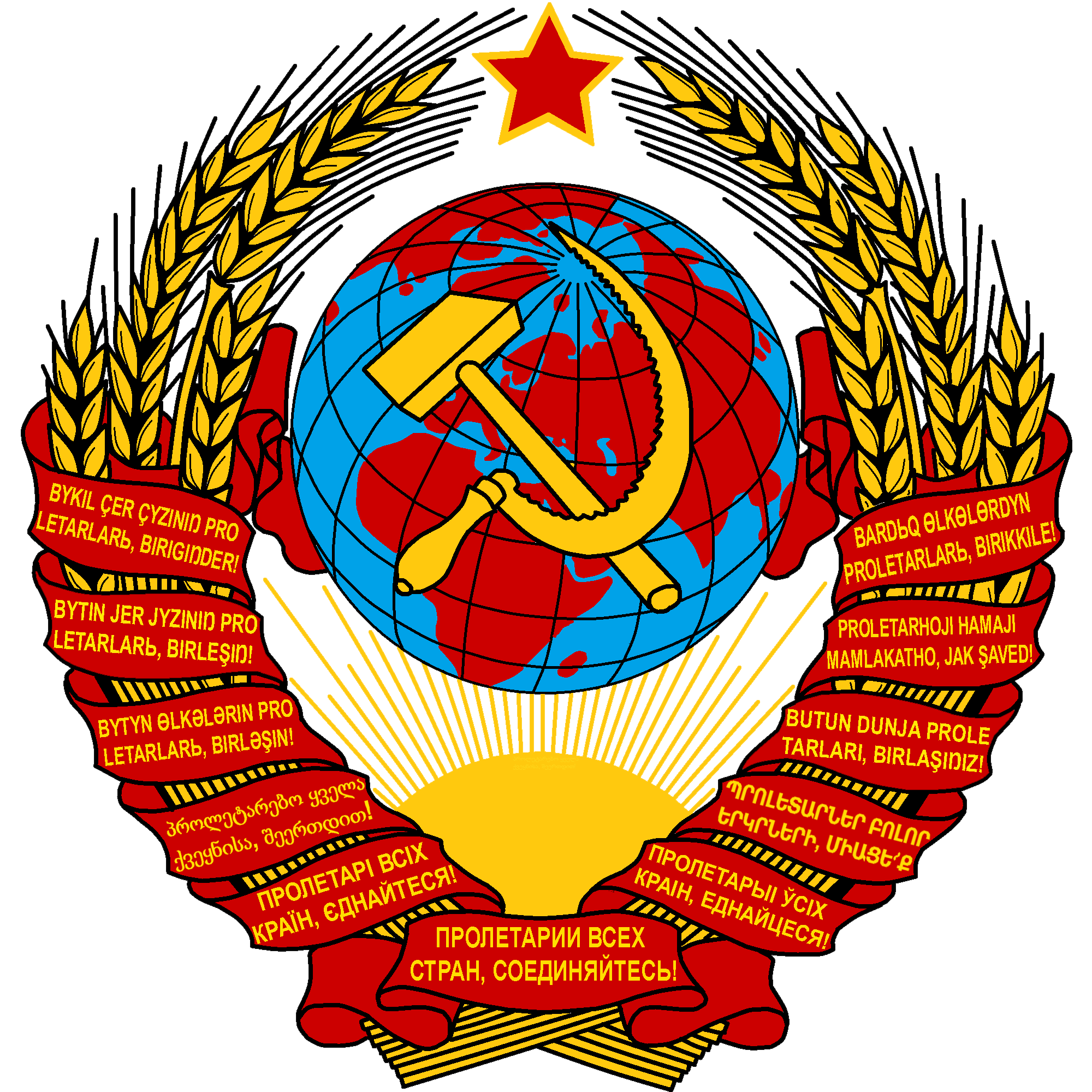
A Szovjetunió címere 1936 és 1946 között
A Szovjetunió címere 1946 és 1956 között
A Szovjetunió címere 1956 és 1991 között